# Valérie Tétreault
Valérie Tétreault (Saint-Jean-sur-Richelieu, 21 de janeiro de 1988) é uma tenista profissional canadense, seu melhor ranking de N. 116 pela WTA.